# Idolino
Idolino – brązowa rzeźba rzymska przedstawiająca nagiego młodzieńca, znajdująca się obecnie w zbiorach Narodowego Muzeum Archeologicznego we Florencji.
Datowana na I wiek rzeźba utrzymana jest w stylu nawiązującym do twórczości Polikleta. Wykonana z brązu, ma 150 cm wysokości. Przedstawia nagiego, szczupłego młodzieńca. Postać wyciąga do przodu prawą rękę, lewa natomiast opuszczona jest wzdłuż ciała. Rzeźba jest typowym przykładem rzymskiej rzeźby użytkowej – w wyciągniętej dłoni chłopiec trzymał lampę, zapalaną podczas nocnych bankietów. W lewej dłoni młodzieńca znajdowała się pierwotnie kiść winogron, którą jednak usunięto podczas prac renowacyjnych w XVII wieku. Posąg ustawiony jest na cokole wykonanym w XVI wieku przez Girolamo Lombardo. Umieszczona na nim inskrypcja jest dziełem kardynała Pietro Bembo.
Rzeźba została odnaleziona w 1530 roku we włoskim Pesaro i podarowana księciu Franciszkowi Marii I della Rovere. Jako rodowa własność trafiła na początku XVII wieku do Wiktorii della Rovere i po jej ślubie z Ferdynandem II Medyceuszem przewieziono ją do Florencji, gdzie została ustawiona w Galerii Uffizi. W 1897 roku przeniesiono ją do Narodowego Muzeum Archeologicznego.